# Усти над Лабем
Усти над Лабе (на чешки: Ústí nad Labem,на немски: Aussig an der Elbe) е град в Северозападна Чехия, административен център на едноименният окръг и Устецки край.
Населението му е 93 747 жители (2013), а площта му е 93,95 км². Намира се на 218 m надморска височина.

## Демография
| Година    | 1970   | 1980   | 1991   | 2001   | 2003   | 2004   |
| --------- | ------ | ------ | ------ | ------ | ------ | ------ |
| Население | 79 544 | 89 272 | 98 178 | 95 436 | 94 105 | 93 859 |

Виж: 

## Известни личности
Родени в Усти над Лабе
- Иржи Ярошик (р. 1977), футболист

Починали в Усти над Лабе
- Бохумил Немечек (1938 – 2010), боксьор
- Сватоплук Плускал (1930 – 2005), футболист

## Побратимени градове
- Холтън (Великобритания)
- Владимир (Русия)
- Кемниц (Германия)